# アマリア・デル・ピラール・デ・ボルボーン
アマリア・デ・ボルボン・イ・ボルボン＝ドス・シシリアス（スペイン語: Amalia de Borbón y Borbón-Dos Sicilias, 1834年10月12日 - 1905年8月27日）は、スペインの王族、スペイン王女（infanta de España）。バイエルン王ルートヴィヒ1世の四男アーダルベルトと結婚し、夫と共にバイエルン王家内のアーダルベルト分家（der Albertinischen Linie）の始祖となった。

## 生涯
スペイン王子・カディス公フランシスコ・デ・パウラとその妻の両シチリア王女ルイサ・カルロータの間の第11子・六女・末娘として、マドリード王宮で誕生。両親は実の叔父と姪の間柄だった。洗礼名はアマリア・フィリピーナ・デル・ピラール・ブラサ・ボニサ・ビータ・リータ・ルトガルダ・ロマーナ・フダス・タデア・アルベルタ・ホセファ・アナ・ホアキナ・ロス・ドーセ・アポストリコス・ボニファシア・ドメニカ・ビビアーナ・ベロニカ（Amalia Filipina del Pilar Blasa Bonisa Vita Rita Lutgarda Romana Judas Tadea Alberta Josefa Ana Joaquina Los Doce Apostólicos Bonifacia Domenica Bibiana Verónica）。
母が実妹であるスペインの摂政王太后マリア・クリスティーナと対立したため、カディス公爵家は1838年摂政の命で国外追放となり、大叔母のフランス王妃マリー・アメリーを頼ってフランスに亡命したが、摂政の失権により1842年にはスペイン宮廷に戻ることが出来た。宮廷で教育を受けたものの、その教育内容は、知的発達に遅れのあったすぐ上の姉クリスティーナに合わせたものだったため、当時の王女の教育として十分とは言い難いものだった。
アマリアを含むカディス公爵家の5人姉妹は宮廷では魅力がなく影の薄い存在だった。しかし1846年、長兄のフランシスコ・デ・アシスが従姉の女王イサベル2世の結婚相手に選ばれたことで、公爵家の政治的重要性は増した。上の3人の姉たちは臣下と結婚したが、結婚適齢期をこれから迎える12歳のアマリアと1歳年上の姉クリスティーナには王族と結婚するチャンスが生まれた。1856年初夏、バイエルン王子アーダルベルトがスペイン宮廷を訪れ、アマリアに求婚し受諾された。イサベル女王はアマリアにふんだんに花嫁支度金を用意した。2人の婚礼は1856年8月25日マドリードで行われ、アマリアは結婚に伴いバイエルン王女の称号を得た。
結婚後まもなくミュンヘン宮廷に迎えられたが、女性美の飽くなき追求者として知られた義父のバイエルン王ルートヴィヒ1世は、末息子の妻のアマリアが小太りで顔立ちも良くないことに不満を漏らした。アマリアは喫煙者だったが、女性が喫煙する習慣のないミュンヘン宮廷はこの嗜みにも眉をひそめた。夫のアーダルベルトは大酒飲みで父親譲りの女好きだったが、結婚生活は破綻することなく続いた。

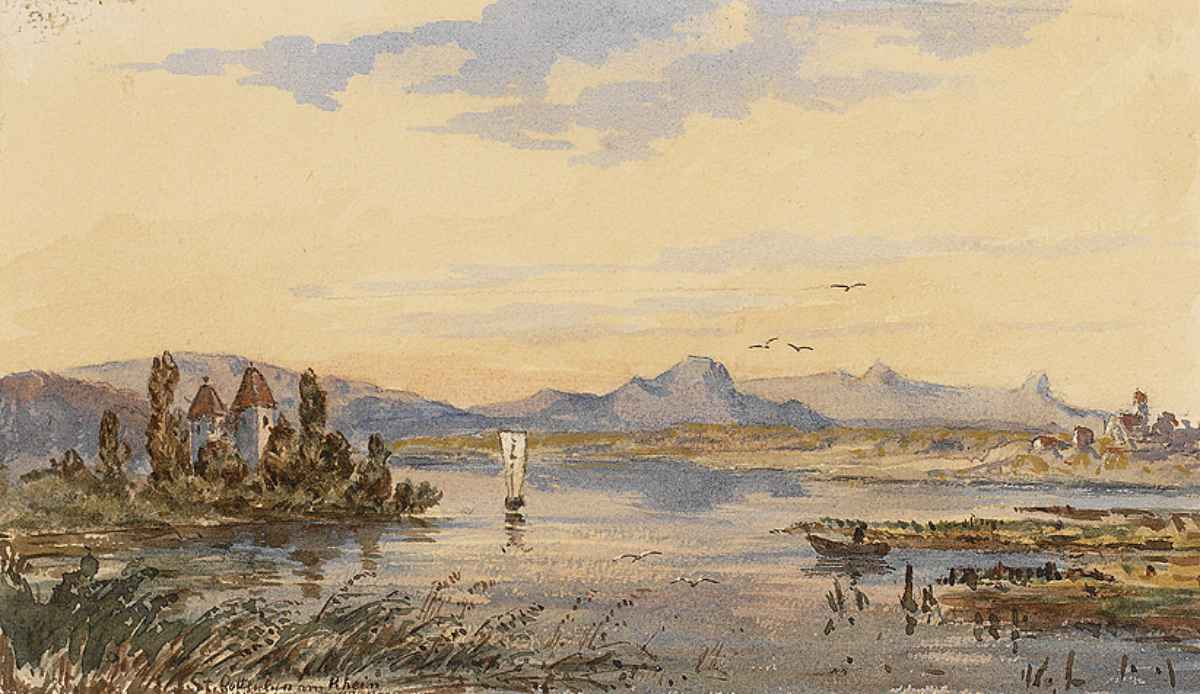
アマリアが描いたドイツの風景画

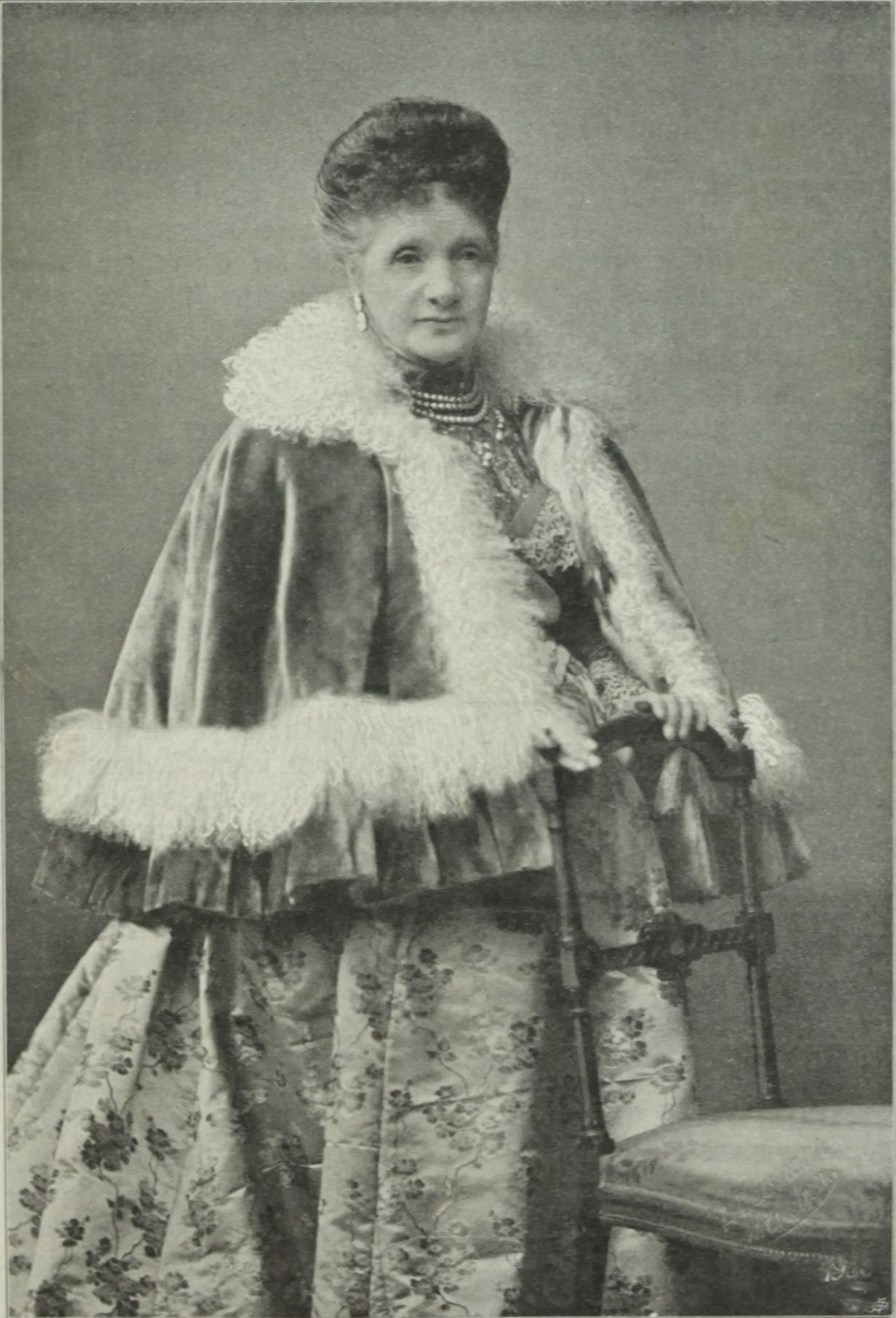
晩年のアマリア王女、1905年

アマリアは夏をニンフェンブルク宮殿で、冬をミュンヘンの邸宅で過ごすようになった。王女は生国スペインを懐かしみ続け、しばしばスペインに帰国し、第1子・長男のルートヴィヒ・フェルディナントを身ごもった時はマドリード王宮で里帰り出産をした。アマリアは自分とスペイン王室との家族的な結びつきを保ちたいと熱望し、長男ルートヴィヒ・フェルディナントが自分の姪で名付け子のスペイン王女マリア・デ・ラ・パスと結婚するよう仕向けた。
1905年70歳で死去し、ミュンヘン・聖ミヒャエル教会に葬られた。

## 子女
夫との間に2男3女。
- ルートヴィヒ・フェルディナント（1859年 - 1949年）
- アルフォンス（1862年 - 1933年）
- イザベラ（1863年 - 1924年） - 1883年ジェノヴァ公トンマーゾと結婚
- エルヴィラ（スペイン語版）（1868年 - 1943年） - 1891年ルドルフ・フォン・ヴルブナ＝カウニッツ＝リートベルク＝クヴェステンベルク・ウント・フロイデンタール（チェコ語版）伯爵と結婚[3]
- クラーラ（スペイン語版）（1874年 - 1941年）

## 引用・脚注
1. 1 2 3 4 5 6 7 8  Mateos Sainz de Medrano, Ricardo, The Unconventional Sisters of King Francisco de Asis of Spain, European Royal History Journal (Issue XXII, April 2001), pp. 18-19.
2. 1 2  Montgomery-Massingberd, Hugh, ed (1977). Burke's Royal Families of the World, Volume 1: Europe & Latin America. London: Burke's Peerage. pp. 155–156, 498. ISBN 0-85011-023-8
3. ↑  Enache, Nicolas. La Descendance de Marie-Therese de Habsburg. ICC, Paris, 1996. pp. 54, 58. (French). ISBN 2-908003-04-X